# The Diary of a Chambermaid
The Diary of a Chambermaid is een Amerikaanse film van Jean Renoir die uitgebracht werd in 1946.
Het scenario is gebaseerd op de gelijknamige roman (1900) van Octave Mirbeau.

## Verhaal
Celestine is een mooie jonge vrouw met een ongegeneerd en openhartig karakter. Ze krijgt een baan als kamermeisje bij de gegoede familie Lanlaire die in een kasteel in Normandië verblijft. Ze is vastbesloten haar charmes te gebruiken om zo een stapje hoger op de sociale ladder te zetten. De wat kleurloze kasteelheer, kapitein Lanlaire, kan ze wel bekoren maar zijn dominante echtgenote houdt alles wat in huis gebeurt stevig onder controle. 
De vermogende ex-officier Mauger, de vreemde, wat verwarde buurman van de familie Lanlaire, lijkt een betere partij.  Hij doet Celestine zelfs een huwelijksaanzoek. Maar dan keert Georges, de zoon des huizes, tijdelijk terug naar het ouderlijk kasteel. Georges ziet er goed uit, hij heeft echter een zwakke gezondheid. Mevrouw Lanlaire zou haar zoon graag langer bij zich houden en zet daartoe de verleidelijke Celestine in. Celestine wekt ook onbedoeld de verlangens op van Joseph, de ondertussen dolverliefd geworden kasteelknecht.

## Rolverdeling
| Acteur           | Personage         |
| ---------------- | ----------------- |
| Paulette Goddard | Celestine         |
| Burgess Meredith | kapitein Mauger   |
| Reginald Owen    | kapitein Lanlaire |
| Judith Anderson  | mevrouw Lanlaire  |
| Hurd Hatfield    | Georges Lanlaire  |
| Francis Lederer  | Joseph, de knecht |
| Florence Bates   | Rose              |
| Irene Ryan       | Louise            |